# Dysanema
Dysanema is een geslacht van rechtvleugeligen uit de familie veldsprinkhanen (Acrididae). De wetenschappelijke naam van dit geslacht is voor het eerst geldig gepubliceerd in 1925 door Uvarov.

## Soorten
Het geslacht Dysanema omvat de volgende soorten:
- Dysanema irvinei Uvarov, 1925
- Dysanema malloryi Uvarov, 1925

Beide soorten werden ontdekt op Mount Everest door de Britse expeditie van 1924. Ze zijn genoemd naar de bergbeklimmers Andrew Irvine en George Mallory die tijdens deze expeditie om het leven kwamen.